# Cantone di Thury-Harcourt
Il Cantone di Thury-Harcourt è una divisione amministrativa dell'arrondissement di Caen.
A seguito della riforma approvata con decreto del 17 febbraio 2014, che ha avuto attuazione dopo le elezioni dipartimentali del 2015, è passato da 26 a 51 comuni.

## Composizione
I 26 comuni facenti parte prima della riforma del 2014 erano:
- Acqueville
- Angoville
- Le Bô
- Caumont-sur-Orne
- Cauville
- Cesny-Bois-Halbout
- Clécy
- Combray
- Cossesseville
- Croisilles
- Culey-le-Patry
- Donnay
- Espins
- Esson
- Martainville
- Meslay
- Placy
- La Pommeraye
- Saint-Denis-de-Méré
- Saint-Lambert
- Saint-Omer
- Saint-Rémy
- Thury-Harcourt
- Tournebu
- Le Vey
- La Villette

Dal 2015 i comuni appartenenti al cantone sono i seguenti 51:
- Acqueville
- Angoville
- Barbery
- Le Bô
- Boulon
- Bretteville-le-Rabet
- Bretteville-sur-Laize
- Le Bû-sur-Rouvres
- Caumont-sur-Orne
- Cauvicourt
- Cauville
- Cesny-Bois-Halbout
- Cintheaux
- Clécy
- Combray
- Cossesseville
- Croisilles
- Culey-le-Patry
- Curcy-sur-Orne
- Donnay
- Espins
- Esson
- Estrées-la-Campagne
- Fresney-le-Puceux
- Fresney-le-Vieux
- Goupillières
- Gouvix
- Grainville-Langannerie
- Grimbosq
- Hamars
- Martainville
- Meslay
- Moulines
- Les Moutiers-en-Cinglais
- Mutrécy
- Ouffières
- Placy
- La Pommeraye
- Saint-Germain-le-Vasson
- Saint-Lambert
- Saint-Laurent-de-Condel
- Saint-Martin-de-Sallen
- Saint-Omer
- Saint-Rémy
- Saint-Sylvain
- Soignolles
- Thury-Harcourt
- Tournebu
- Trois-Monts
- Urville
- Le Vey